# Kee Groot

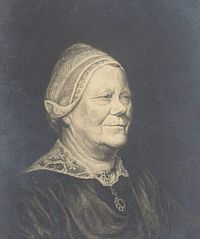
Kee Groot, um 1910

Cornelia Kee Sara Groot auch bekannt als Marijtje (* 22. August 1868 in Hoorn; † 25. Juni 1934 in Rijswijk) war eine niederländische Lehrerin und Frauenrechtlerin.

## Leben
Kee Groot wurde am 22. August 1868 in Hoorn geboren. Sie war die Tochter des Kaufmanns und Bankiers Jan Groot (1833–1902) und der Maria Theresia Boon (1843–1925). Sie war das zweite von vier Kindern einer wohlhabenden, liberalen Unternehmerfamilie und hatte zwei Schwestern und einen Bruder. Ihr Vater war ein sozial engagierter Stadtrat und Beigeordneter von Hoorn und Sprecher der aufstrebenden Mittel- und Unterschicht. Ihre Mutter stammte aus einer niederländisch-reformierten Lehrerfamilie aus dem nahegelegenen Berkhout. Im Alter von 14 Jahren ging sie zur Lehrerinnenausbildung  in das Mädcheninternat „Mon Desir“ nach Driebergen. Dort war bereits ihre Schwester Sara Cornelia (1867–1944). Kee Groot entschied sich jedoch gegen eine pädagogische Laufbahn und kehrte nach fünf Jahren in das Haus ihrer Eltern nach Hoorn zurück.
Nachdem sie zurück zu Hause war, arbeitslos und unverheiratet, engagierte sie sich in einer sozialen Initiative, deren Ziel es war, die Unterschiede zwischen Arm und Reich durch Volksbildung zu verringern. Diese Initiative war durch ihren Vater und anderen veränderungswilligen Liberalenin Hoorn gegründet worden. Es wurde ein öffentliches Schwimmbad in Hoorn und 1897 der Fußballverein H.V.V. Volharding, das spätere Hollandia gegründet, um arme Jungen von der Straße zu holen. Dabei muss sie Eindruck gemacht haben, als das 25-jährige Vereinsjubiläum gefeiert wurde, wurde ihr der Ehrentitel „Mutter Hollandia“ verliehen und zu ihrem 60. Geburtstag im Jahr 1928 schickte der Fußballverein ihr Blumen.
Mit einem Freund gründete sie 1900 eine Kartonfabrik, um Arbeiterinnen ein „würdiges Leben“ zu ermöglichen. Sie selbst saß bereits morgens um sechs Uhr „op de plakstoel“, um mit gutem Beispiel voranzugehen. Diese Initiative scheiterte jedoch. Dazu sagte Groot später: „Es hat nicht funktioniert. Dies bedeutet, dass zwar Aufträge eingingen und hart gearbeitet wurde, das Firmenkapital jedoch erschöpft war …“  Dieser Misserfolg habe sie zum Feminismus geführt, sagte sie. Ihr sei die Notwendigkeit der Beteiligung von Frauen bewusst geworden,  denn als Managerin habe sie persönlich „die schwere Demütigung und die schädlichen Folgen ihres Ausschlusses“ erfahren.
Der Vortrag von Aletta Jacobs im Jahr 1900 im liberalen Wählerverein Vooruitgang van Hoorn über das Frauenwahlrecht begeisterte Kee Groot. Sie wurde gebeten, dem Vorstand der neu gegründeten Zweigstelle in Hoorn der Vereeniging voor Vrouwenkiesrecht (Verein für Frauenwahlrecht) beizutreten. Ihr Vater gab ihr dazu jedoch keine Erlaubnis. Später änderte er seine Meinung. Aletta Jacobs entdeckte Kee Groots propagandistische Qualitäten. Im Jahr 1907 reisten sie gemeinsam durch Nordholland, um die Zahl der Zweigstellen in den größeren Städten zu erweitern. Der ausführliche Bericht über das Treffen in Enkhuizen im Jahr 1907 spiegelt dessen ersten Erfolg wider: Nach dem Abend gab es eine neue Abteilung mit 58 Mitgliedern. An einem Treffen in einer Provinzstadt mit vielen schicken Damen und deren Kindern, bei dem das Publikum gelangweilt den Reden zugehört hatte, kam sie auf die Idee, sich als Bäuerin Mrijtje auszugeben, die mit westfriesischer Mütze auf dem Kopf als Bauerntochter, im Dialekt humorvoll ihren Arbeitsalltag schilderte und schlussfolgerte, dass auch Bäuerinnen und ihre Töchter ein Recht auf „ein bisschen Einfluss“ hätten. Der Abend war gerettet und Marijtje war geboren. Die Auftritte von Kee Groot als Marijtje wurden in Zeitungsanzeigen angekündigt und die Auftritte machten sie berühmt und sorgten dafür, dass die Mitgliederzahl stetig wuchs.
Zur ersten offiziellen Propagandistin der Vereeniging voor Vrouwenkiesrecht wurde sie im Jahr 1909. Die Einladung, zusätzlich einem internationalen Komitee beizutreten, lehnte sie ab. Unter vornehmen Damen fühlte sie sich nicht wohl und arbeitete lieber hinter den Kulissen. Sie zog 1910 nach Rotterdam, dort lebte sie mit Hillechina Catharina Muntinga (1869–1954) zusammen. Von Rotterdam aus reiste sie acht Jahre lang durch das Land, um aufzutreten. Während der Kriegsjahre 1914–1918 war sie auch in der Friedensbewegung aktiv. So war sie beispielsweise 1915 an der Organisation des internationalen Frauenkongresses in Den Haag beteiligt. Während der Demonstration für die Einführung des allgemeinen Frauenwahlrechts im Jahr 1916, einem Marsch von 18.000 Männern und Frauen durch Amsterdam, stand sie im Rampenlicht. Sie fuhr in einer Bauernkutsche zwischen den marschierenden, Fahnen tragenden Delegierten aus allen nordholländischen Departements hindurch.
Gemeinsam mit anderen veröffentlichte sie im Jahr 1917 das 75 Seiten umfassende, reich illustrierte satirische Gedicht „Kakelen is geen eiken eiken“ über die Heuchelei der Herrenpolitiker. Erst 1918 wurde sie Mitglied im Vorstand der Vereinigung für Frauenwahlrecht. Nachdem 1919 das Frauenwahlrecht in die Verfassung aufgenommen worden war, gab sie ihre Tätigkeit als Propagandistin auf. Sie gab nun Kurse zum Staatsaufbau und den Programmen politischer Parteien für die Vereeniging van Staatsburgeressen. Sie ermutigte Frauen, an die Gemeindebehörden zu schreiben, wenn Entscheidungen vorbereitet würden, die die Interessen von Frauen direkt betrafen.
Über ihr Privatleben ist fast nichts bekannt. Mit Muntinga zog sie 1930 nach Den Haag, dort lebten sie in der Diepenburchstraat. Am 25. Juni 1934, einen Monat nach ihrem Umzug in die Van Blankenburgstr., starb Kee Groot im Alter von 65 Jahren am 25. Juni 1934 in einem Krankenhaus in Rijswijk.